# Воробец, Степан Степанович
Степа́н Степа́нович Воробе́ц (укр. Степан Степанович Воробець, позывной — Ястреб; 4 июня 1987, Коломыя — 19 июня 2014, Закотное) — украинский военнослужащий, капитан, участник российско-украинской войны. Герой Украины (29 сентября 2023, посмертно).

## Биография
Родился 4 июня 1987 года в городе Коломыя Ивано-Франковской области. С детства мечтал стать военным и говорил, что хочет основать военную династию в своей семье. 
Окончил специализированную школу №1 имени В. Стефаника в Коломые, затем обучался в Прикарпатском военном-спортивном лицее-интернате в городе Надворная. 
С 2000 по 2004 год проходил обучение в Прикарпатском военном-спортивном лицее в Надворной. С 2004 по 2005 год обучался в Одесском институте Сухопутных войск, после чего был переведён в Сумской военный институт ракетных войск и артиллерии.
В 2010 году окончил Академию сухопутных войск имени гетмана Петра Сагайдачного во Львове по специальности «Эксплуатация комплексов, приборов и устройств артиллерийской разведки». 
С 2010 года служил в 24-й отдельной механизированной бригаде имени князя Данила Галицкого, дислоцированной в городе Яворов Львовской области.
С весны 2014 года принимал участие в АТО на востоке Украины. 19 июня 2014 года в районе посёлка Ямполь и села Закотное Донецкой области, во время выполнения боевого задания по освобождению населённых пунктов от боевиков, подразделение Воробца вступило в бой с пророссийскими силами. В этом бою капитан Воробец погиб вместе с несколькими сослуживцами. 
Похоронен в родном городе Коломыя. У него остались мать, жена Светлана и двое сыновей — Денис и Андрей.

## Награды
- Звание «Герой Украины» с удостоением ордена «Золотая Звезда» (29 сентября 2023, посмертно) — за личное мужество и героизм, проявленные в защите государственного суверенитета и территориальной целостности Украины, верность военной присяге.
- Орден Богдана Хмельницкого I степени (21 августа 2014, посмертно) — за личное мужество и высокий профессионализм, проявленные в защите государственного суверенитета и территориальной целостности Украины, верность военной присяге[2].